# Ivo Samkalden
Ivo Samkalden, né le 10 août 1912 à Rotterdam et mort le 11 mai 1995 à Amsterdam, est un homme politique néerlandais du parti travailliste, le PvdA. Il est bourgmestre d'Amsterdam de 1967 à 1977 et plusieurs fois ministre (Justice et Intérieur).

## Distinctions
- Commandeur de l'ordre du Lion néerlandais